# Stanislav Doutlík
Stanislav Doutlík (16. října 1927 Pečky – 1. prosince 2021 Praha) byl český lékař, profesor neurologie, pracovník laboratoře infekčních nemocí a sokolský činovník.

## Lékařská kariéra
Narodil se v Pečkách v roce 1927 do sokolské rodiny. V letech 1938–1946 navštěvoval reálné gymnázium v Kolíně. V letech 1946–1951 vystudoval lékařskou fakultu Univerzity Karlovy v Praze. Poté působil v lékařské praxi, mimo jiné v Aši. V roce 1963 se stal kandidátem věd a v roce 1968 habilitoval z neurologie. V roce 1970 absolvoval studijní pobyt ve Švédsku. V roce 1983 byl jmenován profesorem neurologie s působištěm na 3. lékařské fakultě Univerzity Karlovy a Fakultní nemocnici Na Bulovce, kde vedl Laboratoř pro výzkum infekčních nemocí. V oboru neuroinfekcí publikoval okolo 200 prací, z toho 7 monografií. Od roku 1984 se jako přední odborník v Československu věnoval výzkumu lymské boreliózy se zaměřením na dětské lékařství.

## Činovník Sokola
Od svých pěti let docházel do Sokola v Pečkách v sokolské župě Tyršově. Po obnovení Sokola v roce 1945 působil v okrskovém výboru. V lednu 1946 složil pomahatelskou a v dubnu 1947 župní zkoušku sokolského cvičitele. V roce 1946 se zúčastnil se čtrnáctidenní výcvikové školy ČOS v Tyršově domě. V roce 1948 byl členem komise mediků při zdravotnickém odboru ČOS na XI. Všesokolském sletu, kde se za Sokol Pražský a Sokol Pečky zúčastnil jako aktivní cvičenec a jako zdravotník. V letech 1948–1951 byl členem Sokola Královské Vinohrady. Po kompletním zrušením jednotné organizace Sokola komunistickým vedením v roce 1956 pak nadále mohl působit jen v místních sokolských sdruženích. V letech 1958–1963 byl členem Sokola Strašnice a v letech 1963–1969 členem Sokola Pražského. V roce 1968 se angažoval v neúspěšné snaze plnohodné obnovy Sokola v Československu.
Až v roce 1990 se po boku osobností jako byl Boris Uher a starosta Bořivoj Petrák významným způsobem zasloužil o obnovení Československé obce sokolské, kde se stal místostarostou. Nadále působil jako zdravotník a cvičitel Sokola Strašnice. V roce 1992 absolvoval novou cvičitelskou školu ČOS se zaměřením na zdravotní tělocvik. Na sjezdu v roce 1993 byl zvolen starostou České obce sokolské a organizaci provedl organizací po 46 letech prvního XII. Všesokolského sletu v roce 1994. V roce 1994 stál u vzniku nového Světového svazu sokolstva, nástupnické organizace Svazu Slovanského sokolstva zaniklého v roce 1938. V roce 1995 odešel z funkce starosty ČOS a v letech 1998–2000 působil na postu starosty Světového svazu sokolstva.

## Penze a smrt
Stanislav Doutlík nadále působil jako seniorský cvičenec a člen sokolské věrné gardy. Zemřel 1. prosince 2021. Poslední rozloučení se konalo 7. prosince 2021 v obřadní síni Krematoria Strašnice v Praze.